# Płakowice

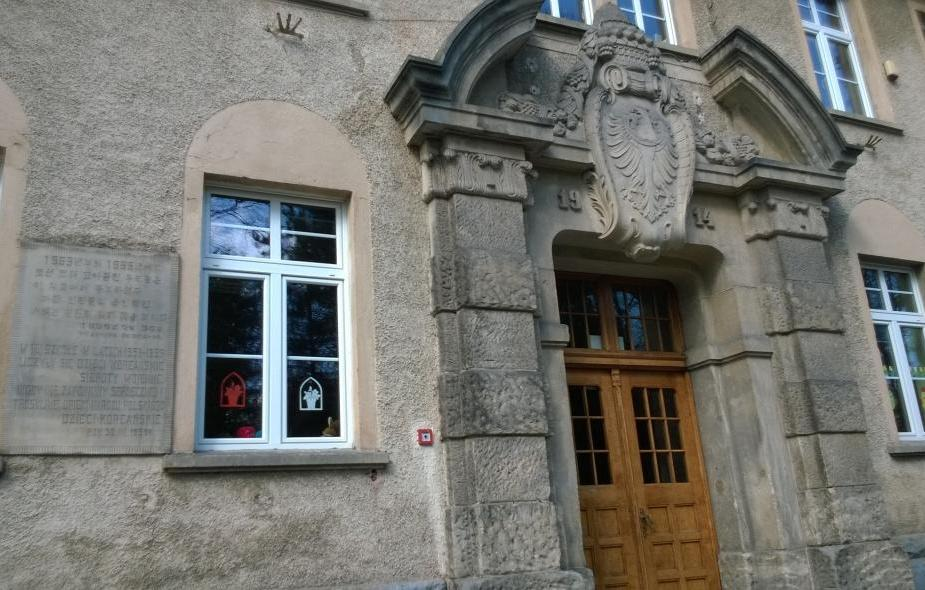
Wejście do szkoły podstawowej w Płakowicach. Po lewej dwujęzyczna tablica upamiętniająca pobyt sierot północnokoreańskich.

Płakowice (do 1946 Polkowice, niem. Plagwitz) – część Lwówka Śląskiego położona na prawym brzegu Bobru. Do 31 grudnia 1999 wieś sołecka w gminie Lwówek Śląski w województwie dolnośląskim.

## Nazwa
Według źródeł niemieckich nazwa Płakowice pochodzi od słowiańskiego określenia plochowica, mającego oznaczać niewielką nizinę lub zagłębienie terenu. W źródłach pisanych wieś pojawia się w 1217 jako Placuitz, w 1668 jako Gutt Plackwitz. W 1726 odróżniano Plagewitz i Plagewitz Commenda, podobnie w 1765 Plagwitz i Kommende-Plagwitz. Do 1945 wieś nosiła nazwę Plagwitz, a od tego roku występowała jako Płakowice.

## Położenie
Do połowy XVIII wieku Płakowice wchodziły w skład księstwa jaworskiego. Do 1816 wieś administracyjnie należała do powiatu bolesławiecko-lwóweckiego (niem. Kreis Löwenberg-Bunzlau), a od 1816 (z przerwą w latach 1975–1998) do powiatu lwóweckiego. Do 1960 Płakowice były siedzibą gromady Płakowice. W latach 1975–1998 miejscowość należała do województwa jeleniogórskiego. Od 1 stycznia 2000 Płakowice stanowią część miasta Lwówek Śląski.
Płakowice leżą na prawym brzegu Bobru i nad potokiem Widnica w jego dolnym biegu. Zajmują one dolinę między dwoma grzbietami Wzniesień Płakowickich. Osiedle otaczają od południa wzgórza Skałka i Piaszczysta a od północy Wietrznik i Jaglarz. Zabudowania Płakowic ciągną się ok. 3,9 km i leżą na wysokości 210–225 m n.p.m. Dawne sołectwo liczyło 917 ha gruntów, w tym 546 ha użytków rolnych i 268 ha lasów. W dolinie Bobru, u stóp Wietrznika leżała dawna kolonia Warffe. Nad Bobrem, przy drodze na Sobotę znajdowała się warownia, będąca przez długi czas własnością joannitów. W centrum Płakowic jest położony zamek i dawny zespół szpitalny. Górna część osiedla, wzdłuż ulicy Płakowickiej, ma charakter wsi łańcuchowej. Przy wschodnim krańcu Płakowic znajduje się dawny zespół folwarczny.
Ulicą Złotoryjską prowadzi droga wojewódzka nr 364 do Złotoryi. Ulicą Płakowicką biegnie droga lokalna do Dworka. Przez Płakowice prowadziła linia kolejowa nr 284, był również przystanek kolejowy.

## Geologia
Południowo-zachodnie zbocza Jaglarza, większą część Płakowic i północno-zachodnie zbocza Skałki tworzą dolnotriasowe pstre piaskowce. Nad Bobrem występują górnokredowe margle ilaste i wapienie margliste. Doliny Bobru i Widnicy pokrywają osady czwartorzędowe – piaski i żwiry zawierające złoto. Oprócz złota występują także takie minerały jak apatyt, sfaleryt, brookit, chalkopiryt, galena, piryt, dysten, korund, rutyl, silimanit, staurolit, tytanit, granat i turmalin. Na wschód od osiedla można znaleźć jaspis, pospolite są lidyty. Największe znaczenie gospodarcze miało złoto. Płakowice stały się ważnym ośrodkiem jego wydobycia co najmniej od 1180 r. Płakowickie piaski złotonośne były stosunkowo bogate, zawierały 6–15 g/t. Przeciętnie uzyskiwano jednak tylko 0,2 g z tony urobku.

## Ludność
Liczba ludności w latach 1786-2006.

## Historia

### Prehistoria
Płakowice zasiedlone były w okresie kultury łużyckiej. Świadczą o tym wały kultowe na Skałce (przez niektórych badaczy uważane za grodzisko) oraz odkryte na terenie osiedla cmentarzysko z tego okresu.

### Wydobycie złota
Rozwój Płakowic wiąże się z wydobyciem złota, którego początek przypada ok. 1180 r., choć niektóre opracowania mówią już o IX w. Złoto wydobywano intensywnie do końca XIII w. W XIV i XV roboty prowadzono z malejącym nasileniem. Ośrodkiem wydobycia był rejon pomiędzy Płakowicami, Pieszkowem, Dworkiem i Bielanką. Prace prowadzono metodą odkrywkową. Na początku zdejmowano lub przebijano nadkład o grubości ok. 3 m. Wydobycie prowadzono na obszarze 12–15 km². Największe skupisko szybów, leżące na wschód od Płakowic, zostało przebadane w 1976 r. Na obszarze 3 km² doliczono się śladów ok. 23 tysięcy szybów (inne badania odnalazły ślady 25 tysięcy szybów na 5 km²). Obok szybów budowano płuczkarnie, w których oddzielano złoto od skały płonnej. W 1217 r. w akcie lokacyjnym Lwówka Śląskiego książę Henryk Brodaty nadał miastu 50 łanów ziemi i kopalnie złota koło Płakowic. Była to pierwsza wzmianka o tej wsi w dokumentach.

### Średniowiecze
Prawdopodobnie już w XIII w. Płakowice przeszły na własność rodu Raussendorf, do którego należały w średniowieczu liczne majątki w księstwie legnicko-jaworskim. Twórcą potęgi rodu był Heinrich von Russendorf, nazywany przez Bolka Surowego w dokumencie z 1287 r. umiłowanym i wiernym poddanym. Jego synami byli bracia Seyfried i Nicol von Raussendorf. Pod koniec XV wieku inni bracia von Raussendorf prowadzili spór prawny z radą miasta Lwówka Śląskiego o jurysdykcję nad wolną drogą przechodzącą przez miejscowość. W roku 1486 doszło do ugody i bracia zrzekli się swoich roszczeń.
W Płakowicach istniał dawniej w pobliżu Bobru niewielki zamek, czy gród obronny. Jeden z braci von Raussendorf czuł się oszukany przy podziale majątku i z gniewu przekazał w testamencie w roku 1520 swoją część Płakowic razem z grodem lwóweckiej komandorii rycerskiego zakonu joannitów. Według innej wersji nadania miał dokonać Seyfried lub Nicol w wieku XIV. Po przejęciu dóbr zakonnych przez państwo pruskie w 1810 r., leżący w ruinie gród, został sprzedany chałupnikowi o nazwisku Fischer. Gdy wiosną 1812 r. Bóbr wylewając wyrządził szkody na pobliskiej łące, Fischer użył kamieni z murów zamkowych do zasypania wyrw. Od tego czasu po dawnym płakowickim grodzie nie został żaden ślad.

### Od XVI do XVIII wieku

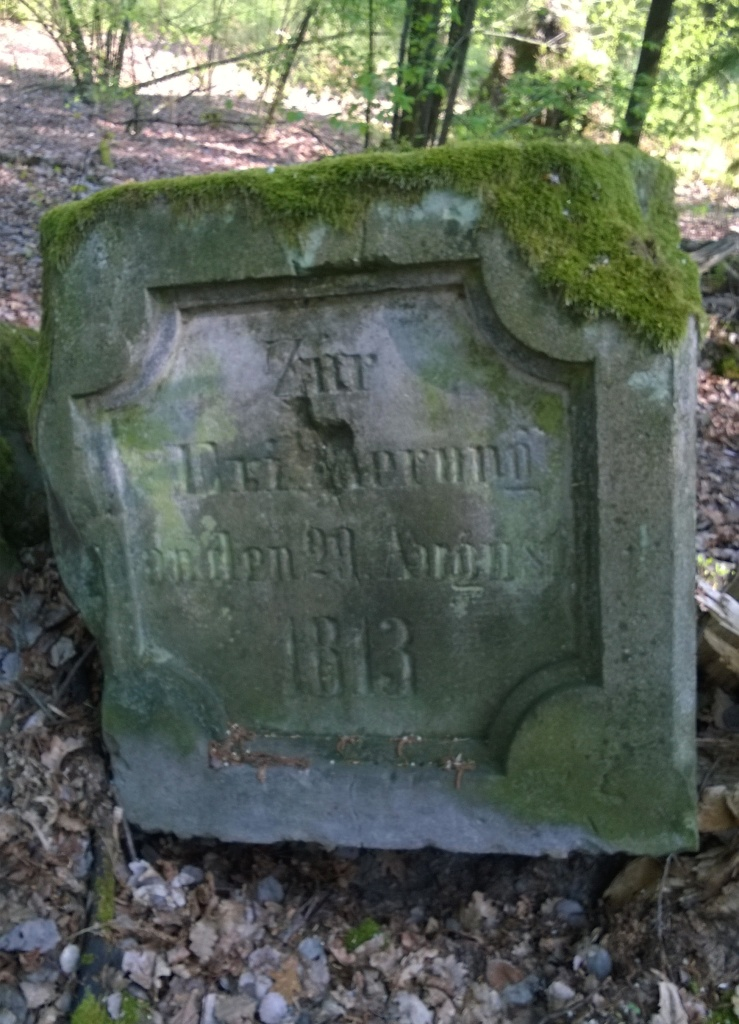
Pozostałości pomnika upamiętniającego bitwę 29 sierpnia 1813 r.

W poniedziałek po czwartej niedzieli wielkiego postu 1506 r. dwunastu rabusiów z bandy Czarnego Krzysztofa napadło przed Płakowicami na kupców z Lwówka wracających z targu we Wrocławiu. Zbójcy zamordowali ich i zabrali 2200 guldenów. W 1524 r. Płakowice stały się własnością rodu Talkenberg z Podskala. W 1533 włości odziedziczył Rampold von Talkenberg. Około roku 1550 ufundował on zamek w Płakowicach. Wykonanie zlecił włoskiemu architektowi Franciszkowi Parrowi z grona Komasków. Dobra w Płakowicach odziedziczył syn Rampolda o tym samym imieniu, podczas gdy Rząsiny wraz z Podskalem przypadły drugiemu synowi – Joachimowi. Na obu braciach zakończył się ród Talkenbergów. Później Płakowice przeszły w ręce baronów von Schaffgotsch. Pierwszym przedstawicielem tego rodu był Kasper. Ostatnim dziedzicem był Jan Ulryk zmarły w 1739. Po jego śmierci dobro płakowickie stało się własnością rodu Hohberg (Hochberg). W 1746 r. rozparcelowano dawne sołectwo i założono tam kolonię Warffe. W 1765 r. wartość Płakowic pozostających w rękach hrabiego von Hohberga wynosiła 11 652 talarów. W tej części mieszkało 4 kmieci, 21 zagrodników, 81 chałupników, 6 rzemieślników i 45 wolnych ludzi. Komandorię dzierżawił wówczas hrabia von Sinzendorff (Zinzendorff). Mieszkał w niej jeden kmieć, 5 zagrodników, 15 chałupników i 2 rzemieślników. Obie części wsi nie były od siebie wyraźnie oddzielone. W 1786 r. właścicielem zamku i przynależnej części wsi był hrabia Johann Georg von Hohberg. Do majątku należał folwark i młyn wodny. Mieszkało tu 6 kmieci, 85 zagrodników i 17 chałupników. W części zakonnej mieszkał kmieć, 6 zagrodników i 17 chałupników.

### Wojny napoleońskie
W 1813 r. rozegrała się pod Płakowicami jedna z decydujących bitew wojen napoleońskich znana jako bitwa nad Bobrem. 23 maja w płakowickim zamku kwaterował wielki książę Konstanty. Następnego dnia Rosjanie i Prusacy wycofali się przed nadciągającymi Francuzami. 19 i 20 sierpnia wojska Langerona i Yorcka wyparły Francuzów z prawego brzegu Bobru zajmując Płakowice. 21 sierpnia cesarz Napoleon z korpusem marszałka Macdonalda spróbował odbić Płakowice uderzając z Wiatracznej i Skałki. Atak został odparty a cesarz zmuszony do wycofania się. 29 sierpnia po przegranej bitwie nad Kaczawą wycofujące się wojska francuskie dotarły do Płakowic chcąc przeprawić się do Lwówka. Tymczasem wezbrany Bóbr zerwał mosty. Naciskani przez oddziały Langerona Francuzi próbowali przeprawy wpław, co zakończyło się klęską. Utonęło ok. 2000 żołnierzy, a ok. 6000 (według niektórych źródeł 3 000) dostało się do niewoli. W ręce koalicji dostał się głównodowodzący generał Jacques-Pierre-Louis Puthod, 13 dowódców batalionów i 100 innych oficerów. Francuzi stracili 24 działa. Przez rzekę udało się przeprawić jedynie 40 żołnierzom. Płakowice bardzo ucierpiały podczas działań wojennych. Zamek został ogołocony z wartościowych przedmiotów. W szczególności biblioteka zawierająca wiele cennych woluminów i przyrządów naukowych została rozszabrowana i zniszczona.

### Lata 1814 – 1945

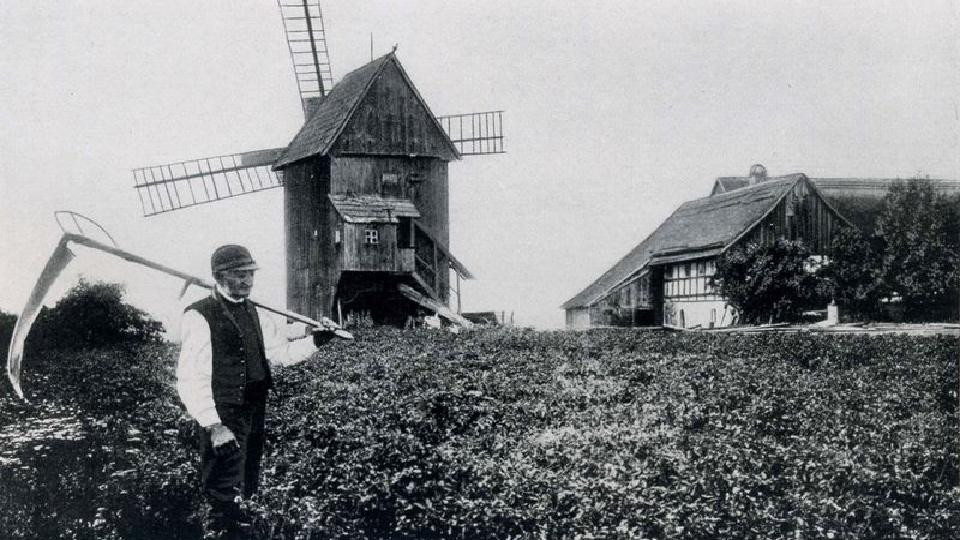
Wiatrak w Płakowicach oraz jego ostatni właściciel Knappe

Po wojnie 1813 roku zamek z folwarkiem przeszedł w ręce Augusta Ludwika von Nostitz. W 1824 r. zamek kupiło państwo pruskie z przeznaczeniem na zakład dla obłąkanych. Folwark pozostał własnością hrabiego Nostitza. Szpital rozbudowywał się bardzo w drugiej połowie XIX i na początku XX wieku. Istniały oddzielne budynki dla kobiet i mężczyzn. Pacjenci pracowali w dwóch kupionych przez zakład leczniczy gospodarstwach. Istniały oddalone baraki dla chorych na tyfus. Za wsią na zboczu Wietrznika powstał cmentarz dla pacjentów. Na początku XX wieku liczba pacjentów sięgnęła 780.
W drugiej połowie XIX wieku na wzgórzu Jaglarz firma Zeidler & Wimmel otworzyła kamieniołom piaskowca. W 1895 r. przez Płakowice została poprowadzona linia kolejowa, wybudowano stację i bocznicę do zakładu dla obłąkanych. Na wzgórzu Skałka postawiono pomnik upamiętniający bitwę 29 sierpnia 1813 r. (został on zniszczony pod koniec XX w.). We wsi działało kilka gospód, z których najbardziej polecaną była gospoda „Pod brązowym jeleniem”.

W nocy z 8 na 9 lipca 1905 r. zatrudniony w tutejszym młynie August Sternickel, przy współudziale braci Reinholda i Wilhelma Pietschów, obrabował i zabił młynarza Knappe. Aby zatuszować swój czyn, podpalił płakowicki wiatrak.

### Po 1945
Po 1945 r. na bazie folwarku powstał PGR. W latach 1953–1959 w Płakowicach przebywała grupa północnokoreańskich sierot wojennych, co upamiętnia tablica na szkole. W 1973 r. do Płakowic włączono Winną Górę (niem. Ober Weinberg) – dawną kolonię Brunowa. W zamku stacjonowała jednostka wojskowa, a w latach 90. powstał w nim ośrodek misyjny baptystów. Część zabudowań dawnego zakładu dla obłąkanych zajął ośrodek szkolno-wychowawczy, a w części działała od lat 70. filia zakładów elektronicznych ELWRO, a następnie produkująca wiązki kablowe firma ART Płakowice. 01.01.2000 r. w następstwie referendum włączono Płakowice do Lwówka Śląskiego.
W 2013 r. wykopano kanał Ulgi omijający kamienny most na Bobrze i wybudowano na tym kanale nowy most.

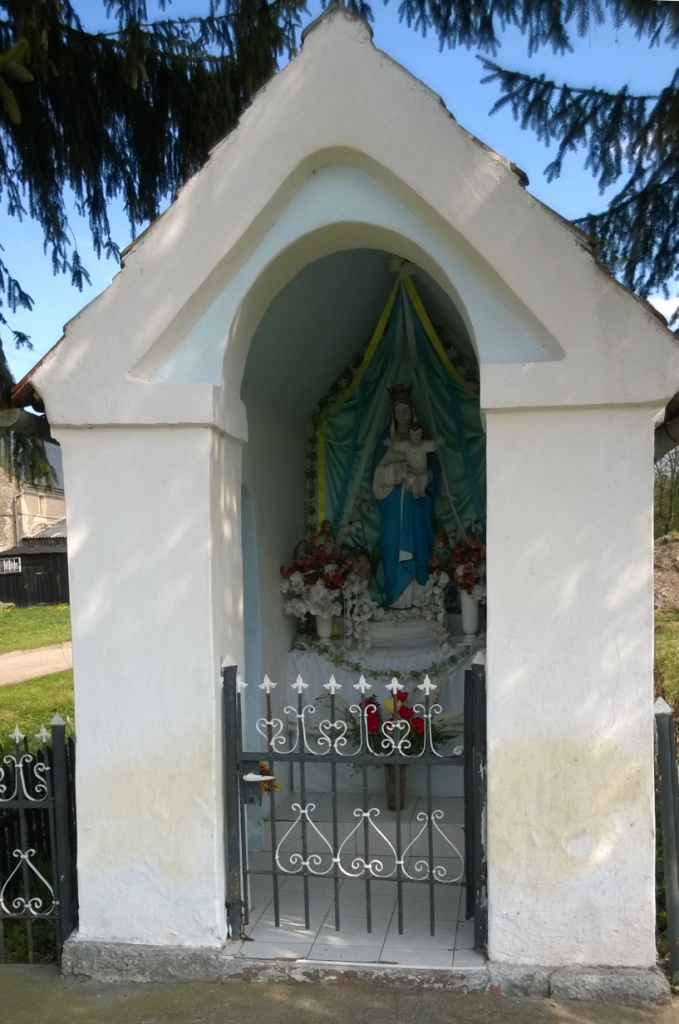
Kapliczka w Płakowicach

## Zabytki
Do wojewódzkiego rejestru zabytków wpisany jest:
- zamek w Płakowicach stojący przy ul. Pałacowej 4, wzniesiony w latach 1550-1560, przebudowywany w XIX i XX wieku.

Do pozostałych zabytków Płakowic należy zespół zamkowy o cechach architektury monumentalno-pałacowej w którego skład, oprócz zamku wchodzą:
- murowana kordegarda z końca XIX w. z oknami w opaskach
- zrujnowany budynek dawnego szpitala z czwartej ćwierci XIX wieku – 3-kondygnacyjna, murowana budowla, z częściowo zachowanymi szczytami sterczynowymi i oknami w opaskach.
- ogród zamkowy założony na przełomie XIX i XX wieku, później zmieniony
- zabudowania dawnego zakładu leczniczego:
  - budynek administracji z 1895 r.
  - budynek mieszkalny z loggią z końca XIX wieku
  - budynek mieszkalny z ryzalitem wejściowym z początku XX wieku
  - budynek szpitala (dom dziecka) z ryzalitem i ozdobnymi szczytami z 1892 r.
  - dawny szpital z końca XIX wieku
  - szkoła z internatem o 2-3 kondygnacjach z 1914 r.
  - dawna szkoła zawodowa z końca XIX wieku

- W Płakowicach można spotkać budynki mieszkalne i mieszkalno-gospodarcze z XVIII i XIX wieku o konstrukcji szachulcowej lub murowanej.
- Przy drodze na Dworek stoi murowana kapliczka domkowa z XIX w. o cechach prowincjonalnego neoklasycyzmu.
- Z przedmieściem złotoryjskim Lwówka Śląskiego łączy Płakowice kamienny, sklepiony most na rzece Bóbr o długości 61 m i szerokości 8,9 m[23]. Oparty jest na sześciu przęsłach o zróżnicowanych rozpiętościach[3]. Most wybudowano w 1792 r. Na środkowym filarze, ponad lustrem wody jest wmurowana tablica fundacyjna, wspominająca burmistrza z lat 1796-1808 Karola Gottlieba Fischera oraz innych radnych i budowniczych. W 1813 r. most został wysadzony w powietrze przez wycofujących się przed Francuzami Rosjan. Most był wielokrotnie remontowany. Śladem jednego z tych remontów jest znajdująca się w zworniku data 1868[23]. W latach 1906–1909 most został poszerzony, dlatego też ma różne elewacje[3].

## Pomniki przyrody
Według Rejestru form ochrony przyrody w województwie dolnośląskim na terenie Płakowic znajdowały się 3 pomniki przyrody:
- Zimna Dziura – niewielka jaskinia w górnokredowych piaskowcach kwarcowych, na południowym zboczu Skałki. Jaskinia znajduje się na wysokości 255 m n.p.m. w lesie dębowo-brzozowym. Zimna Dziura ma 8,5 m długości i 2,7 m głębokości. Składa się z korytarza wejściowego i niewielkiej komory końcowej. Wydobywa się z niej wilgotne powietrze o mniej więcej stałej temperaturze, dające wrażenie ciepła w zimie (stąd niemiecka nazwa Warmes Loch) i zimna w lecie[25].
- Dąb szypułkowy Faun – rośnie u stóp Jaglarza, na skraju lasu, przy ulicy Sadowej. Jego wiek szacowano na 350 lat. W 1989 r. miał 470 cm obwodu.
- Lipa drobnolistna Sara – rośnie na zachodnim zboczu Skałki, przy ulicy Widokowej. W 1993 r. miała 350 cm obwodu.